# Ferdinand Berthoud
Ferdinand Berthoud (Plancemont-sur-Couvet, 18 marzo 1727 – Groslay, 20 giugno 1807) è stato un orologiaio francese.
Nel 1753 ottiene il titolo di maestro orologiaio a Parigi. Orologiaio e Meccanico del Re e della Marina, lascia un ricchissimo patrimonio di opere, in particolare nel campo dei cronometri da marina.

## Biografia
Ferdinand Berthoud nasce il 18 marzo 1727 a Plancemont, nel distretto di Val-de-Travers, nel cantone di Neuchâtel in Svizzera, da una famiglia di notabili e orologiai pendolisti.
Il padre, Jean-Berthoud è maestro carpentiere e architetto. È membro della comunità di Couvet, borghese di Neuchâtel e giudice di Val-de-Travers dal 1717 al 1732. La madre, Judith Berthoud (1682-1765) è originaria di Couvet.
Ferdinand ha quattro fratelli: Abraham (1708- ?); Jean-Henry (1710-1790), giudice di Val-de-Travers, cancelliere a Verrières, avvocato a Cressier e perito orologiaio specializzato di pendole; Jean-Jacques (1711-1784), disegnatore e Pierre (1717-?), agricoltore e costruttore di pendole. Consigliere di Couvet, nel 1741 quest’ultimo sposa Marguerite Borel-Jaquet, dalla quale avrà due figli, Pierre Louis (1754-Parigi, 1813), e Henri (? –Parigi, 1783), la cui carriera sarà strettamente legata a quella dello zio Ferdinand Berthoud.
Ferdinand ha due sorelle: Jeanne-Marie (1711-1804) e Suzanne-Marie (1729- ?).
Nel 1741, all’età di quattordici anni, Ferdinand Berthoud inizia l’apprendistato da pendolista presso il fratello Jean-Henry a Couvet e riceve inoltre una solida istruzione scientifica. Il 13 aprile 1745, Ferdinand Berthoud termina la propria formazione e riceve un attestato di apprendistato da orologiaio pendolista.
Nel 1745, all’étà di 18 anni, Ferdinand Berthoud si stabilisce a Parigi per perfezionarsi nel mestiere di orologiaio pendolista. Esercita i propri talenti di compagnone presso i maestri orologiai della comunità parigina. La letteratura indica talvolta che Ferdinand Berthoud lavora per un certo periodo presso Julien Le Roy dove compie progressi estremamente rapidi. Ha come compagno di lavoro Pierre Le Roy (1717-1785), figlio del suo maestro, che diventerà più tardi il suo rivale.
Il 4 dicembre 1753, tramite una sentenza del Consiglio di Stato del Re, in contrasto con i regolamenti corporativi e per favore speciale del sovrano, Ferdinand Berthoud accede alla laurea e riceve ufficialmente, a soli 26 anni, il titolo di Maestro Orologiaio.
Già dal 1755, a Ferdinand Berthoud viene affidato il compito di redigere diverse voci di riferimento sull’orologeria per l’Enciclopedia metodica pubblicata dal 1751 al 1772 sotto la direzione di Diderot (1713-1784), scrittore e filosofo, e d’Alembert (1717-1783), matematico e filosofo.
Nel 1759 Ferdinand Berthoud pubblica il suo primo testo specialistico: L’Art de conduire et de régler les pendules et les montres, à l’usage de ceux qui n’ont aucune connaissance d’horlogerie[1] [] (tradotto in italiano nel 1778 con il titolo: L' arte di adoperare e regolare gli Orioli a pendolo e da tasca. Ad uso di quei che non hanno cognizione alcuna del mestiere dell'Oriolajo.)
Nel 1763 Ferdinand Berthoud riceve dal Re l’incarico di procedere all’esame dell’orologio marino H4 di Sir John Harrison (1693-1776) a Londra, in compagnia di Charles Étienne Louis Camus (1699-1766), matematico e deputato membro dell’Accademia reale delle scienze, e dell’astronomo Joseph-Jérôme Lefrançois de Lalande (1732-1807). Il viaggio è deludente per Ferdinand Berthoud poiché Harrison gli presenta soltanto gli orologi H1, H2 e H3 (dietro un compenso di 500 £) mentre rifiuta categoricamente di mostrargli il celebre H4, il più riuscito di tutti.
Il viaggio a Londra non permette a Ferdinand Berthoud di scoprire il celebre H4 di Harrison, ma gli apre le porte della comunità scientifica inglese che, in virtù dell’importanza delle sue opere e pubblicazioni nell’ambito dell’orologeria, gli permette di essere eletto il 16 febbraio 1764 “membro associato straniero” della Royal Society a Londra.
Nel 1764, su ordine del Re, l'Accademia incarica due dei suoi membri, Duhamel du Monceau e l’abate Chappe d’Auteroche, di mettere alla prova, in mare, l’orologio marino n. 3 di Ferdinand Berthoud. Ferdinand Berthoud indica di aver portato personalmente l’orologio a Brest e di aver assistito alla prova. I test si svolgono sulla fregata L’Hirondelle.
Nel 1765 Ferdinand Berthoud intraprende un secondo viaggio a Londra per incontrare Harrison per tramite del Conte di Brühl (1700-1763), Ministro di Saxe. Per la seconda volta, Harrison si rifiuta di presentare i propri lavori a Berthoud, poiché sa che quest’ultimo è perfettamente in grado di sfruttarli per conto della Marina francese. È l’orologiaio inglese Thomas Mudge (1715-1795), noto per aver messo a punto il primo scappamento libero ad ancora e membro del Board of Longitude, a descrivere a Berthoud il principio di funzionamento dell’orologio H4 senza che quest’ultimo possa vederlo direttamente (Harrison esigeva un compenso di 4000 £ per descrivere l’orologio, una somma esorbitante e dissuasiva).
Il 7 maggio 1766 Ferdinand Berthoud invia un documento al Duca de Praslin (1712-1785), conte di Choiseul, Ministro della Marina, nel quale espone il suo progetto di costruire gli Orologi Marini n°6 e n°8. Gli reclama una rendita di 3000 livre a compenso del suo lavoro passato sui precedenti orologi marini e in previsione delle spese stimate per la realizzazione di due nuovi orologi marini secondo la tecnica inglese. Questo documento espone chiaramente il desiderio di Ferdinand Berthoud di ottenere detta rendita e il titolo di Orologiaio Meccanico del Re e della Marina e di dedicarsi al perfezionamento degli orologi marini e alla determinazione della longitudine in mare. Il 24 luglio 1766 il Re approva e accetta di finanziare il progetto di costruzione dei due orologi marini.
Per assicurarsi che i nuovi orologi marini funzionino perfettamente, il 3 novembre 1768 il Duca di Praslin consegna gli Orologi marini n°6 e n°8 al cavaliere di Fleurieu (1738-1810), esploratore e idrografo, sottotenente dei vascelli di Le Roy, accompagnato dal canonico Pingré (1711-1796), astronomo e geografo della marina nonché membro dell’A.R.S. La loro missione consiste nel provare gli orologi sulla corvetta l’Isis durante un viaggio di andata e ritorno da Rochefort a Santo Domingo. Il viaggio dura dieci mesi e le prove sostenute dagli orologi sono coronate da successo. Il risultato delle osservazioni del cavaliere di Fleurieu è pubblicato nel 1773 con il titolo “Voyage fait par ordre du roi, pour éprouver les horloges marines”.
Nel 1769, Ferdinand Berthoud fa arrivare a Parigi, da Couvet (Svizzera), il nipote Pierre-Louis Berthoud (1754-1813), comunemente chiamato Louis Berthoud, giovane orologiaio pendolista di talento, al fine di proseguire il suo apprendistato. Louis lo assisterà nella costruzione e nella manutenzione degli orologi marini che fornisce alla Marina francese e spagnola.
Il 1º aprile 1770, in seguito al successo delle prove in mare degli orologi marini n°6 e n°8, Ferdinand Berthoud ottiene il brevetto di Orologiaio Meccanico del Re e della Marina, con una rendita annua di 3000 livre e l’incarico di controllare la costruzione degli orologi marini. Riceve un ordine reale di 20 orologi marini.
Il successo non si fa attendere e gli orologi di Ferdinand Berthoud sono imbarcati nelle varie campagne di test e viaggi di cartografia.
Nel 1771, il cavaliere di Borda (1733-1799) si imbarca sotto gli ordini del marchese Verdun de la Crenne (1741-1805) a bordo della fregata La Flore per una campagna di test dei cronometri marini alle isole Canarie e alle Antille. Il conte di Chastenet de Puységur (1752-1809), comandante della corvetta L’Espiègle, accompagna il cavaliere di Borda, comandante de La Boussole, in una spedizione alle Canarie e sulle coste dell’Africa nel 1774 e 1775.
Il 1º agosto 1785, Ferdinand Berthoud consegna cinque orologi al conte de La Pérouse (1748-1788), capitano de L’Astrolabe, che parte per una spedizione attorno al mondo con l’obiettivo di completare le scoperte di James Cook (1728-1779) nell’oceano Pacifico. Gli orologi imbarcati si perdono in mare durante il tragico naufragio de L’astrolabe, avvenuto nel 1788 al largo delle isole di Santa Cruz (isole Salomon).
Nel 1791 Ferdinand Berthoud consegna quattro orologi marini per la campagna del cavaliere Joseph de Bruny d’Entrecasteaux (1737-1793), partito su richiesta del Re Luigi XVI, a capo di due fregate, La Recherche e L’Espérance, alla ricerca della spedizione di La Pérouse.
Nel 1795 Ferdinand Berthoud è eletto Membro residente della prima classe alla sezione Arti Meccaniche dell’Institut National (oggi Institut de France). Dalla Rivoluzione in poi, Berthoud, stabilitosi al Louvre e pensionato dello Stato, continua a lavorare ai propri orologi e ad assicurare la manutenzione degli orologi marini, ma dedica in primo luogo le sue energie alla pubblicazione della sua opera più importante: Histoire de la Mesure du temps (1802).
Il 17 luglio 1804 Ferdinand Berthoud riceve da Napoleone il titolo di Cavaliere della Legione d’onore in quanto membro dell’Institut de France.
Il 20 giugno 1807 Ferdinand Berthoud muore all’età di 80 anni, senza lasciare figli. Viene seppellito a Groslay, nella vallata di Montmorency (dipartimento del Val d’Oise), dove sorge un monumento in sua memoria.
La carriera di Ferdinand Berthoud è straordinaria, così come lo sono i periodi storici che attraversa, dall’Illuminismo al Primo Impero, sopravvivendo alla Rivoluzione. Il suo talento fu riconosciuto dai suoi contemporanei, permettendogli di diventare membro dell’Istitut National e di godere dell’ambito posto di Orologiaio Meccanico del Re e della Marina sotto i regni di Luigi XV e Luigi XVI, nonché sotto il Primo Impero.

## Le opere

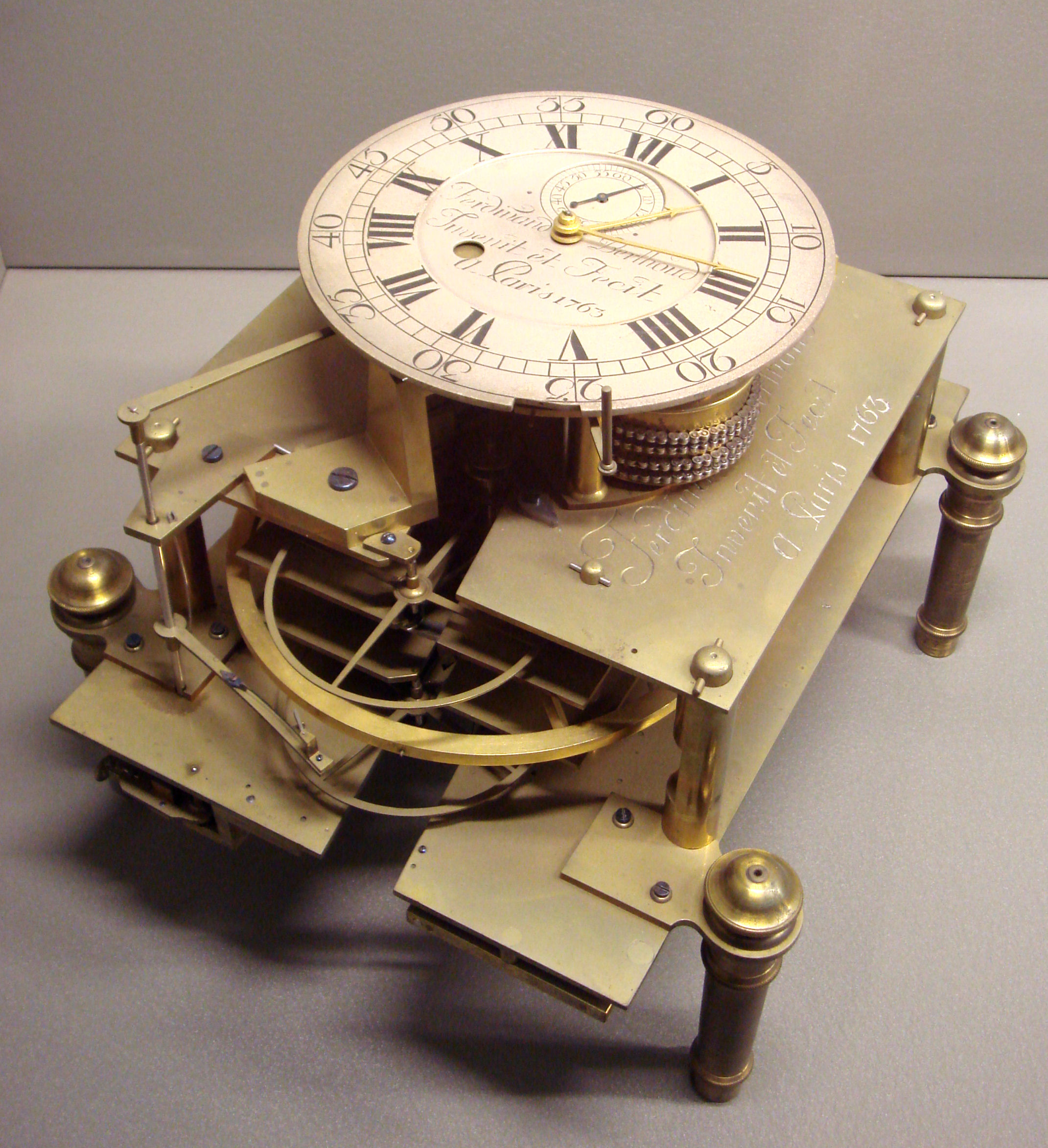
Orologio marino Ferdinand Berthoud No2 con molla motorizzata e doppio pendolo 1763

All’età di 25 anni, nel 1752, sette anni dopo il suo arrivo a Parigi, Ferdinand Berthoud sottopone al giudizio dell’Accademia Reale delle Scienze un orologio a pendolo a equazione, dimostrando così la sua straordinaria padronanza dell’arte orologiera4]. Gli accademici Charles Etienne Camus (1699-1768), matematico e astronomo e Pierre Bouguer (1698-1758), matematico, fisico e celebre idrografo, redigono un rapporto lusinghiero sulla qualità del suo lavoro.
Ferdinand Berthoud deposita all’Accademia Reale delle Scienze diverse buste sigillate. Il 20 novembre 1754 deposita il progetto di una Macchina per misurare il tempo in mare, contenuto in una busta sigillata che non sarà mai pubblicata[5]. Si tratta del suo primo progetto di orologio marino. La busta sarà aperta solo nel 1976 dal Presidente dell’Accademia.
Il 13 dicembre 1760 Ferdinand Berthoud deposita all’Accademia Reale delle Scienze un “Mémoire sur les principes de construction d’une Horloge de Marine” (Tesi sui principi di costruzione di un Orologio da Marina), il celebre Orologio Marino N°1, la cui costruzione si concluderà all’inizio del 1761. Vi aggiungerà un complemento, depositato il 28 febbraio 1761. L’orologio sarà esposto ad aprile del 1763 all’Accademia Reale delle Scienze.
Nel 1754 L’Accademia delle Scienze approva un orologio e un pendolo a equazione di Ferdinand Berthoud.
Ferdinand Berthoud desidera consacrarsi alle ricerche e trasmettere il suo sapere attraverso le sue pubblicazioni. Questo duplice orientamento gli permette di introdursi rapidamente nell’ambiente scientifico della sua epoca. Gli vengono affidate diverse voci dell’Enciclopedia metodica pubblicata dal 1751 al 1772 sotto la direzione di Diderot (1713-1784), e d’Alembert (1717-1783).
Nel 1759 pubblica un trattato di divulgazione, che si rivelerà un successo: L’Art de conduire et de régler les pendules et les montres.  A l’usage de ceux qui n’ont aucune connaissance d’horlogerie (tradotto in italiano nel 1778 con il titolo L'arte di adoperare e regolare gli Orioli a pendolo e da tasca. Ad uso di quei che non hanno cognizione alcuna del mestiere dell'Oriolajo). Nel 1763 il suo voluminoso trattato, L’Essai sur l’horlogerie; dans lequel on traite de cet Art relativement à l’usage civil, à l’Astronomie et à la Navigation (Saggio sull’orologeria nel quale si considera quest’arte relativamente al suo uso civile, all’astronomia e alla navigazione), sarà anch’esso accolto favorevolmente. Si tratta di un’opera di divulgazione che incontra un grande successo e sarà tradotta in altre lingue prima di essere ripubblicata più volte nel corso del XVIII e XIX secolo.
L’anno 1763 segna una svolta nella carriera di Berthoud, ormai legata ai progressi della navigazione marittima. L’Accademia delle scienze ne è ancora una volta testimone e lo sostiene: l’orologiaio fa aprire due buste depositate nel 1760 e 1761. Descrivono l’orologio N°17. Il 29 agosto seguente Ferdinand Berthoud deposita una nuova busta relativa alla “costruzione di un orologio marino...”. 

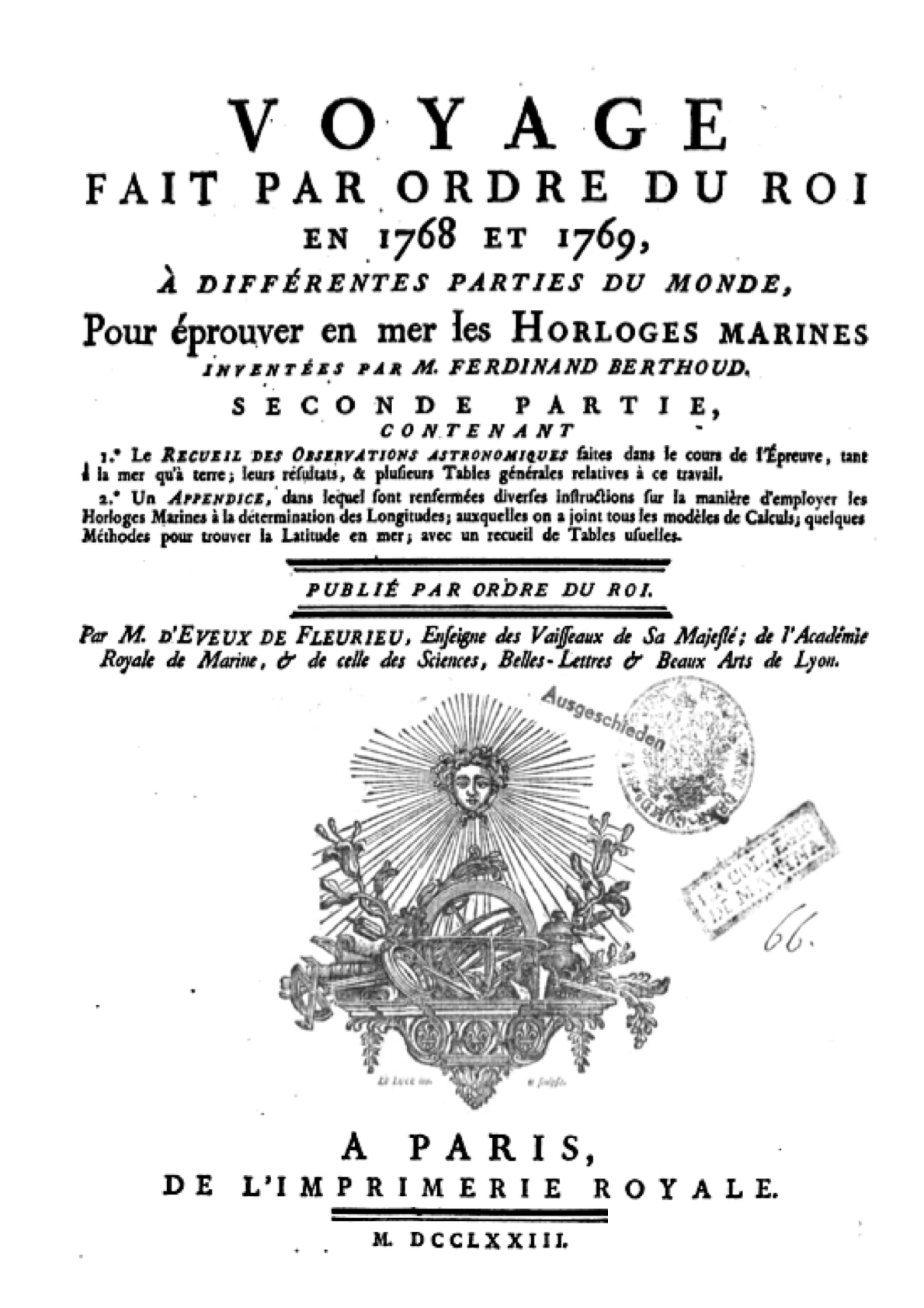
Orologio Berthoud, Voyage realizzato per ordine di Luigi XV, 1768-1769

I suoi progetti, dettati da richieste specifiche, scandiscono la sua attività. Il 7 maggio 1766 proporrà così la costruzione di due orologi marini. Si tratta dei N°6 e 8 conservati presso il Musée des arts et métiers. Dopo una fruttuosa sperimentazione, il 1º aprile 1770 Ferdinand Berthoud riceve il “Brevetto di orologiaio Meccanico del Re e della Marina incaricato di controllare la costruzione degli Orologi marini”.
Nel 1773 Ferdinand Berthoud pubblica il Traité des horloges marines contenant la théorie, la construction, la main-d’œuvre de ces machines et la manière de les éprouver, pour parvenir par leur moyen, à la rectification des cartes marines et à la détermination des longitudes en mer (Trattato degli orologi marini contenente la teoria, la costruzione, la manodopera di queste macchine e il modo di testarle, per riuscire grazie a esse, a rettificare le carte marine e a determinare le longitudini in mare). Questo trattato è il primo nel suo genere, poiché espone tutti gli elementi che permettono di costruire un orologio marino. Grazie a questa dissertazione Berthoud legittima i suoi lavori nella ricerca della longitudine in mare in particolare nei confronti dei suoi concorrenti, quali Harrison o Pierre Le Roy (1717-1785).
Due anni dopo, nel 1775, Ferdinand Berthoud pubblica una nuova opera, Les longitudes par la mesure du temps ou méthode pour déterminer les longitudes en mer avec le secours des horloges marines, suivie du recueil des tables nécessaires au pilot pour réduire les observations relatives à la longitude et à la latitude (Le longitudini tramite la misura del tempo ovvero metodo per determinare le longitudini in mare con l’ausilio degli orologi marini, seguito dalla raccolta delle tavole necessarie al pilota per ridurre le osservazioni relative alla longitudine e alla latitudine). Il libro è ripubblicato nel 1785.
Nel 1787 Berthoud pubblica De la Mesure du Temps ou supplément au traité des horloges marines et à l’Essai sur l’horlogerie, contenant les principes d’exécution, de construction et d’épreuves des petites horloges à longitudes et l’application des mêmes principes de construction aux montres de poche, ainsi que plusieurs construction d’horloges astronomiques (Della misura del tempo o supplemento al trattato degli orologi marini e al saggio sull’orologeria contenente i principi di esecuzione, costruzione e test dei piccoli orologi a longitudini e l’applicazione degli stessi principi di costruzione agli orologi da tasca nonché diverse costruzioni di orologi astronomici), tradotto in tedesco nel 1798.
Nel 1792, Ferdinand Berthoud pubblica il Traité des montres à Longitudes contenant la construction, la description & tous les détails de main-d’œuvre de ces Machines; leurs dimensions, la manière de les éprouver, etc., (Trattato degli orologi a longitudini contenente la costruzione, la descrizione e tutti i dettagli di manodopera di queste macchine; le dimensioni, come testarle, ecc.) nel quale raccomanda la compensazione tramite il bilanciere con regolazione fine mediante spirale (pagina 172), per un migliore isocronismo.
Quattro anni dopo, nel 1796, Berthoud pubblica la Suite du Traité des montres à longitudes, contenant : 1° la construction des montres verticales portatives, 2° la description et les épreuves des petites horloges horizontales plus simples et plus portatives pour servir dans les plus longues traversées (Seguito del trattato degli orologi a longitudini, contenente: 1° la costruzione degli orologi verticali portatili, 2° la descrizione e i test dei piccoli orologi orizzontali più semplici e portatili da usare nelle traversate più lunghe).
Nel 1802 Ferdinand Berthoud pubblica una delle sue opere più importanti: Histoire de la mesure du temps par les horloges (Storia della misura del tempo attraverso gli orologi), nel quale dimostra il suo eccezionale sapere nell’arte della meccanica orologiera.
Nel 1807, anno della sua morte, Berthoud pubblica la sua ultima opera, intitolata Supplément au Traité des montres à Longitudes avec appendice contenant la notice ou indication des principales recherches ou des travaux faits par Ferdinand Berthoud sur divers parties des machines qui mesurent le temps depuis 1752 à 1807  (Supplemento al trattato degli orologi a longitudini con appendice contenente le informazioni e indicazioni delle principali ricerche e dei lavori fatti da Ferdinand Berthoud su diverse parti delle macchine che misurano il tempo dal 1752 al 1807). L’opera verrà ripubblicata nel 1816 e nel 1838.
Tenace sperimentatore, costruttore abile e audace, inventore preoccupato di diffondere il proprio sapere, Ferdinand Berthoud non ha soltanto partecipato al perfezionamento dell’orologeria, ma ha anche promosso l’uso di orologi di precisione nelle scienze dell’epoca, contribuendone così al progresso. È il solo orologiaio ad aver pubblicato integralmente il risultato delle proprie ricerche in maniera metodica e dettagliata. Dotato di un vero e proprio spirito d’ingegnere-scienziato e di una capacità di lavoro straordinaria, Ferdinand Berthoud è, di tutti gli orologiai della sua epoca, quello che realizzò il maggior numero di esperimenti.
Ferdinand Berthoud lascia un ricchissimo patrimonio di opere, sia nel campo dei cronometri da marina, degli orologi e pendole decorative, degli strumenti specialistici, degli strumenti di misura scientifica, sia in quello dell’editoria, avendo pubblicato decine di opere e tesi specialistiche, per un totale di oltre 4000 pagine e 120 tavole incise.
I titoli, i privilegi e le testimonianze di riconoscenza che costellano la sua carriera, tra il regno di Luigi XV e il Primo Impero, seguiti dagli omaggi, gli studi che segnano la sua fortuna critica fino ai giorni nostri riflettono l’importanza del suo posto nella lunga ricerca della precisione.
Bibliografia:
- L’Art de conduire et de régler les pendules et les montres. A l’usage de ceux qui n’ont aucune connaissance d’horlogerie, 1759;
- Essai sur l’horlogerie, dans lequel on traite de cet art relativement à l’usage civil, à l’astronomie et à la navigation, en établissant des principes confirmés par l’expérience, 1763 e 1786;
- Traité des horloges marines, contenant la théorie, la construction, la main-d’œuvre de ces machines, et la manière de les éprouver, pour parvenir, par leur moyen, à la rectification des Cartes Marines et à la détermination des Longitudes en Mer, 1773 (Leggi online [archivio]);
- Eclaircissemens sur l’invention, la théorie, la construction, et les épreuves des nouvelles machines proposées en France, pour la détermination des longitudes en mer par la mesure du temps, 1773;
- Les longitudes par la mesure du temps, ou méthode pour déterminer les longitudes en mer, avec le secours des horloges marines. Suivie du Recueil des Tables nécessaires au Pilote pour réduire les Observations relatives à la Longitude & à la Latitude, 1775;
- De la mesure du temps, ou supplément au traité des horloges marines, et à l’essai sur l’horlogerie ; contenant les principes de construction, d’exécution & d’épreuves des petites Horloges à Longitude. Et l’apparition des mêmes principes de construction, &c. aux Montres de poche, ainsi que plusieurs constructions d’Horloges Astronomiques, &c., 1787 (Leggi online [archivio]);
- Traité des montres à Longitudes contenant la construction, la description & tous les détails de main-d’œuvre de ces Machines; leurs dimensions, la manière de les éprouver,  etc. 1792;
- Suite du Traité des montres à longitudes, contenant: 1° la construction des montres verticales portatives, 2° la description et les épreuves des petites horloges horizontales plus simples et plus portatives pour servir dans les plus longues traversées, 1796;
- Histoire de la mesure du temps par les horloges, 1802;
- Supplément au Traité des montres à Longitudes avec appendice contenant la notice ou indication des principales recherches ou des travaux faits par Ferdinand Berthoud sur divers parties des machines qui mesurent le temps depuis 1752 à 1807, 1807.

Mostra:
Nel 1984 presso il Musée international d'horlogerie di La Chaux-de-Fonds e dal 17 gennaio 1985 al 17 marzo 1985 presso il Museo nazionale della marina (Parigi) gli è stata dedicata una mostra intitolata Ferdinand Berthoud orologiaio del re.
L’operato di Ferdinand Berthoud è inoltre esposto in maniera permanente in numerosi musei di tutto il mondo, in particolare in Francia al CNAM, in Svizzera al MIH e a Londra al British Museum.

## Berthoud nel cinema
Ferdinand Berthoud è citato nel film In famiglia si spara (Les Tontons flingueurs) quando il padre di Antoine Delafoy chiede la mano della “nipote” di Fernand. Quest’ultimo vede un orologio nel salone ed esclama “ohhh! Fine XVIII, di Ferdinand Berthoud”.